# Tisandre
Tisandre (Tisander, Τίσανδρος) fou un escultor grec de territori d'origen desconegut que va florir a la part final del segle V aC.
Va fer un gran nombre d'estàtues entre les quals el grup que els lacedemonis van dedicar a Delfos amb el botí que havien capturat a la batalla d'Egospòtams.